# Franz Osten
Franz Osten (* 23. Dezember 1876 in München; † 2. Dezember 1956 in Bad Aibling; eigentlich Franz Ostermayr) war ein deutscher Filmregisseur. Er war sowohl in Deutschland als auch in Indien tätig.

## Leben
Er war der älteste Sohn des Porträtfotografen Franz Xaver Ostermayr und älterer Bruder von Peter Ostermayr und Ottmar Ostermayr. Seinen Künstlernamen Osten legte er sich als Regisseur zu.
Nach dem Besuch der Volks- und Realschule ließ er sich um die Jahrhundertwende sowohl zum Schauspieler als auch zum Fotografen ausbilden. Mit seinem Bruder Peter übernahm er 1905 die Leitung des väterlichen Fotoateliers. Zusammen mit seinem Bruder gründete er 1907 ein Wanderkino, die Original-Physograph Company. Das damals neue Medium Film nutzten sie zuerst, um Wochenschauen für die französischen Filmfirmen Gaumont und Pathé sowie kurze Dokumentar- und Kulturfilme zu drehen. Um 1910 lernte Osten die Grundbegriffe der Regie bei Max Reinhardt. Nachdem sein Bruder Peter die Münchner Kunstfilm AG gegründet hatte, begann er auch mit dem Drehen von Filmen.
Unterbrochen wurde sein Filmschaffen durch den Ersten Weltkrieg. Er wurde 1915 eingezogen und kam im Zuge des Militärdienstes nach Frankreich, Tirol, Italien und Galizien. Erst nach seinem Kriegsdienst konnte er regelmäßig als Regisseur arbeiten. Er schuf 1919 den ersten in Geiselgasteig gedrehten Film der Emelka, der Filmproduktionsgesellschaft seines Bruders. Er sicherte sich die Filmrechte an den Romanen von Ludwig Ganghofer. Die bei der Verfilmung gewählte Mischung von schöner Umgebung, heiler Welt, edlen Menschen, Bedrohung und Verrat, großen Gefühlen, Dramatik und Happy End bewirkten große Erfolge des Studios.
Der in London lebende indische Rechtsanwalt und Philosoph Himansu Rai, der gelegentlich schauspielerte, wollte ein indisches Filmstudio aufbauen. Rai wollte zunächst Filme über Religionen des Ostens für ein westliches Publikum drehen und nahm Kontakt zu den Gebrüdern Ostermayr auf. Diese sahen eine Chance, in der exotischen Umgebung mit Maharadschas, Tigern und Urwäldern Filme zu drehen, die das deutsche Publikum faszinieren sollten. 1924 ging Osten mit den Emelka-Kameramännern Willi Kiermeier und Josef Wirsching sowie dem Regieassistenten und Dolmetscher Bertl Schultes nach Indien und drehte dort die deutsch-indische Koproduktion Die Leuchte Asiens (Prem Sanyas, 1925), einen Film über Gautama Buddha. Nach seiner Rückkehr filmte er wieder in München, ging jedoch etwa zwei Jahre später wieder nach Indien und inszenierte Das Grabmal einer großen Liebe (Shiraz, 1928), eine historische Romanze in der Mogulzeit, und Schicksalswürfel (Prapancha Pash, 1929). Der Film Schicksalswürfel war nicht nur kommerziell ein großer Erfolg, er förderte wegen seiner Opulenz auch außerordentlich die indische Filmindustrie.
1934 kam Osten wieder nach Bombay und begann mit Himansu Rai, dessen Frau Devika Rani und anderen Schauspielern für Bombay Talkies indische Filme zu drehen. In den vier Jahren von 1935 bis 1939 führte Franz Osten dort bei sechzehn Spielfilmen Regie und gehörte zu den Pionieren der Hindi-Filmproduktionen des indischen Films. Zum 1. März 1936 schloss er sich in Bombay der Auslandsorganisation der NSDAP an (Mitgliedsnummer 3.475.464).
1939 begann er mit den Dreharbeiten zu Kangan (Der Armreif), doch er konnte diesen Filmdreh nicht beenden. Mit Beginn des Zweiten Weltkrieges im September 1939 wurde er von den Briten als feindlicher Ausländer verhaftet und in Indien interniert. Somit wurde der Film von seinen indischen Kollegen fertiggestellt.
Osten wurde aus Altersgründen 1940 nach Deutschland abgeschoben und leitete das Besetzungsbüro der Bavaria Film. In seinen letzten Lebensjahren war er ab 1946 bis zu seinem Tod Kurdirektor von Bad Aibling.
Im Jahr 2001 porträtierte Gerald Koll Franz Ostens Tätigkeit in Indien in der Dokumentation Ein Sonderling im Orient.

## Filmografie
als Regisseur, wenn nicht anders angegeben
| - 1910: Die Wahrheit (Schauspieler); Regie: Peter Ostermayr - 1911: Träume sind Schäume oder zu Höherem geboren (auch Autor) - 1918: Ruhm und Frauengunst - 1919: Der Jäger von Fall (Kamera) - 1919: Die nicht sterben dürfen - 1919: Das vollendete Schicksal - 1919: Der Tod von Phaleria - 1919: Vetter Fürst - 1919: Aus Liebe gesündigt - 1919: Am Weibe zerschellt - 1920: Der gelbe Gaukler - 1920: Der Ochsenkrieg (auch Drehbuch) - 1920: Der Kopf des Gonzales - 1920: Die Nacht der Entscheidung - 1921: Der Brand im Variete Mascotte - 1921: Die Kette der Schuld - 1921: Bedaure, besetzt - 1921: Die letzte Nacht der Dora Fiametta - 1921: Der Verfluchte - 1921: Der Welt Liebe und Leid - 1922: Das schwarze Gesicht - 1922: Schattenkinder des Glücks - 1922: Um Liebe und Thron - 1923: Das rollende Schicksal - 1923: Die Tragödie einer Liebesnacht - 1924: Der Schrecken des Meeres - 1924: Aus der Jugendzeit klingt ein Lied - 1925: Die Leuchte Asiens / Prem Sanyas / The Light of Asia - 1926: Der siebente Junge - 1926: Die kleine Inge und ihre drei Väter - 1926: Die Villa im Tiergarten - 1927: Einbruch | - 1927: Was Kinder den Eltern verschweigen - 1927: Die raffinierteste Frau Berlins - 1928: Die Dame in Schwarz - 1928: Das Grabmal einer großen Liebe / Shiraz. - 1928: Schicksalswürfel / A Throw of Dice / Prapancha Pash - 1929: Der Sonderling (Produzent; Regie Walter Jerven) - 1931: Sankt Elisabeth in unseren Tagen; mit H. Rutters (Dokumentarfilm) - 1931: Im Banne der Berge - 1932: Fürst Seppl - 1933: Der sündige Hof - 1933: Der Judas von Tirol - 1934: Zu Strassburg auf der Schanz - 1934: Die Reise ins Glück (Kurzfilm); Titel vor der Zensur: Das Autoliebchen - 1934: Rhapsodie. Ein musikalisches Intermezzo aus dem Leben Franz Liszts (Kurzfilm) - 1934: Der zerstreute Walzer (Kurzfilm) - 1934: Ein Heiratsantrag (Kurzfilm) - 1935: Jawani Ki Hawa - 1936: Mamata - 1936: Jeevan Naiya - 1936: Miya Bibi - 1936: Achhut Kanya - 1936: Janmabhoomi - 1937: Izzat - 1937: Prem Kahini - 1937: Savitri - 1937: Jeevan Prabhat - 1938: Nirmala - 1938: Vachan - 1938: Bhabhi - 1939: Navjeevan - 1939: Durga - 1939: Kangan |